# Polip (biologia)

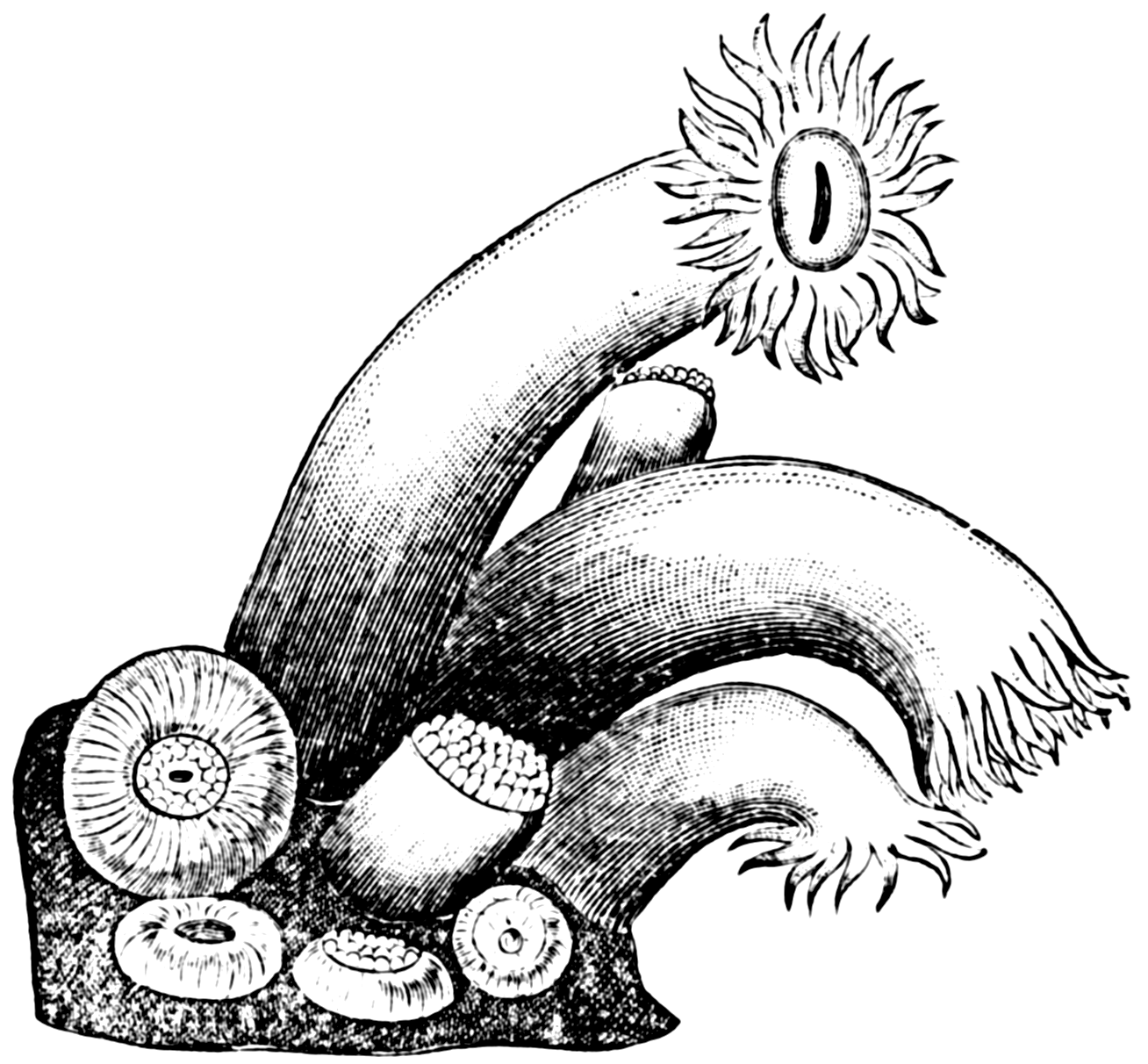
Polipy

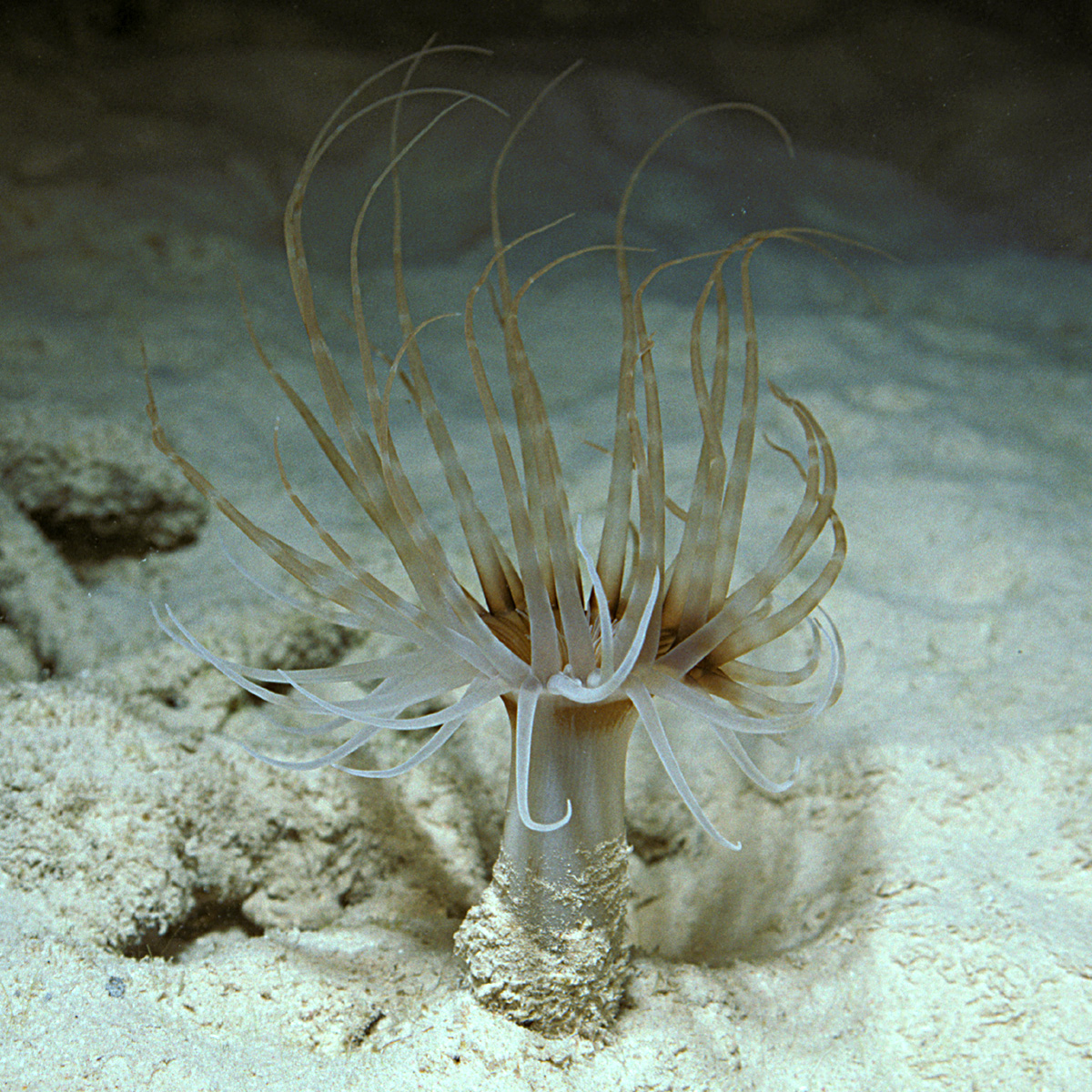
Arachnanthus nocturnus

Polip (gr. polýpous wielonogi) – forma morfologiczna parzydełkowców (Cnidaria), pierwotnie osiadła, zasadniczo rozmnażająca się bezpłciowo. Powstaje z planuli, z polipa macierzystego lub w wyniku pączkowania (jedynie u meduzy Stygiomedusa fabulosa). Jest to zasadniczy typ budowy parzydełkowców i jedna z dwóch występujących u nich form życiowych – drugą jest meduza.
Polipy mają postać tuby, cylindra, a najczęściej – wydłużonego, cylindrycznego worka. Wykazują symetrię promienistą. Są przytwierdzone biegunem aboralnym zakończonym tarczą czepną (stopą) do podłoża lub do pnia kolonii. Po przeciwległej (oralnej) stronie znajduje się skierowany do góry i otoczony wieńcem czułków (ramion) otwór gębowy oddzielający jamę gastralną (jamę chłonąco-trawiącą) od środowiska zewnętrznego. Ramiona niektórych gatunków są skrócone lub całkowicie zredukowane.
Ściana budująca ciało polipa zbudowana jest z dwóch warstw komórek: zewnętrznego naskórka pochodzenia ektodermalnego i wewnętrznej endodermy zwanej też gastrodermą. Pomiędzy obiema warstwami znajduje się błona podstawna, u stułbiopławów i Coronata – mezoglea, a u pozostałych – mezenchyma.
Wyróżniane są następujące typy polipów charakterystyczne dla poszczególnych gromad parzydełkowców:
- hydropolip (polip stułbiopławowy) i kubopolip kubopławów – jednolita jama chłonąco-trawiąca bez przegród (septum),
- scyfopolip (polip krążkopławowy, scyfistoma) – jama chłonąco-trawiąca przegrodzona 4 fałdami (septum),
- antozoopolip (polip koralowcowy, antopolip) – jama chłonąco-trawiąca z więcej niż 4 fałdami.

Polip jest formą pierwotnie osiadłą. Występują też nieliczne formy wtórnie pływające – odwrotnie jest u meduz, które są formami pierwotnie pelagicznymi, a zdarzają się wtórnie osiadłe. Polipy żyją pojedynczo lub tworzą kolonie. Osobniki żyjące pojedynczo mogą się przemieszczać za pomocą ramion i stopy, krocząc lub pełzając. Są długowieczne – mogą żyć do kilkudziesięciu lat. Odnotowano osobniki trzymane w hodowli przez 63 lata. Większość stułbiowców tworzy kolonie powstałe przez pączkowanie jednego osobnika, założyciela kolonii. W koloniach wielu gatunków następuje zróżnicowanie budowy i funkcji poszczególnych osobników. Do podstawowych funkcji należą: odżywcza, obronna i rozrodcza.
Polipy wielu grup taksonomicznych budują szkielety (zewnętrzne lub wewnętrzne, organiczne lub mineralne). Polipy koralowców są organizmami rafotwórczymi.
Polip rozmnaża się bezpłciowo poprzez strobilizację i pączkowanie, rzadziej rozmnaża się płciowo, a w skrajnych przypadkach na oba sposoby. Niektóre polipy (Turritopsis nutricula) po przekształceniu w meduzę mogą powrócić do postaci polipa (hydropolipa), co daje im potencjalną nieśmiertelność.